# Књижевна награда „Библиос”
Књижевна награда „Библиос” додељује се српском књижевнику за најуспелију књигу у протеклој години, за део или целокупно стваралаштво аутора, без обзира на жанр.

## Историја
Награду је 1990. установила Библиотека „Влада Аксентијевић” Обреновац. Одлуку о избору добитника доноси стручни жири, којим председава претходни добитник (први председник је био Бранислав Црнчевић). С годинама награда стиче све већи углед, нарочито захваљујући именима награђених писаца, а реч је о истакнутим ствараоцима у савременој српској књижевности.
Награда се састоји од повеље „Библиос” и новчаног износа. Уручење се приређује 26. марта, на Дан библиотеке.
Награда је два пута укидана и обнављана.

## Добитници
| Година     | Добитник                | Дело                         | Реф.  |
| ---------- | ----------------------- | ---------------------------- | ----- |
| 1991.      | Матија Бећковић         | Сабране песме (у шест књига) | [ 2 ] |
| 1992.      | Љубомир Симовић         | Дела (у пет књига)           | [ 2 ] |
| 1993.      | Бранислав Петровић      | Моћ и прах (поезија)         | [ 2 ] |
| 1994.      | Момо Капор              | Блокада 011                  | [ 2 ] |
| 1995.      | Дејан Медаковић         | Ефемерис V                   | [ 2 ] |
| 1996.      | Љубомир Тадић           | Реторика                     | [ 2 ] |
| 1997.      | Јован Стриковић         | Доба равнодушних (есеј)      | [ 2 ] |
| 1998.      | Патријарх српски Павле  | Молитве и молбе              | [ 2 ] |
| 1999.      | Стеван Раичковић        | Сабрана дела (у десет књига) | [ 2 ] |
| 2000.      | Радован Бели Марковић   | Мале приче                   | [ 2 ] |
| 2001.      | Добрило Ненадић         | циклус историјских романа    | [ 2 ] |
| 2002.      | награда није додељена   | награда није додељена        | [ 2 ] |
| 2003.      | Милован Данојлић        | целокупно стваралаштво       | [ 3 ] |
| 2004.      | Драгослав Михаиловић    | целокупно стваралаштво       | [ 3 ] |
| 2005.      | Милисав Савић           | целокупно стваралаштво       | [ 3 ] |
| 2006–2011. | награда није додељивана | награда није додељивана      | [ 3 ] |
| 2012.      | Мирослав Максимовић     | целокупно песничко дело      | [ 4 ] |
| 2013.      | Милосав Тешић           | целокупно песничко дело      | [ 4 ] |
| 2014–2018. | награда није додељивана | награда није додељивана      | [ 4 ] |
| 2019.      | Миладин Тошић           | целокупно стваралаштво       |       |
| 2020.      | Перо Зубац              | целокупно стваралаштво       | [ 5 ] |
| 2021.      | Милован Витезовић       | целокупно стваралаштво       | [ 6 ] |
| 2022.      | Миломир Краговић        | целокупно стваралаштво       | [ 7 ] |
| 2023.      | Ранко Рисојевић         | целокупно стваралаштво       | [ 8 ] |